# ラパス・テーマパーク
『ラパス・テーマパーク』は、成家慎一郎による漫画作品。『ウルトラジャンプ』（集英社）2015年12月号から2018年6月号まで連載された。

## 登場人物

### 主要人物
赤星 十和（あかぼし とわ）
本作の主人公。他人とのコミュニケーション力が低く臆病、泣き虫で諦めが早く物事からすぐに逃げ出す等、自他共に認める「人間のクズ」だが、弟・雪奈は「やらないだけで本気で逃げた事は一度も無い」と評している。ヒーローショーのバイトで一度「ゴウオンレッド」を演じていた。
体重は80㎏。バーコードの記載された箇所は後頸部で日付は2011年6月23日。メモリの色は赤。容量は10話時点で5330mmr。
琵琶首丁に迷い込んだ当初はメモリの多さから酒木田に道具扱いされていた。琵琶首丁から脱出を目指し奔走する。
社会人になった後は独り暮らしをしていた。2011年1月に一度東京の実家に戻る事になるが、その日に家が火事になり両親を失う。兵庫県尼崎市の叔母方に行っていた弟・雪奈と共にそこで生活するが、馴染めず家出をしてホームレスになる。鉄道事故目撃後、就職し弟と二人暮らしを始めるがトラックに弟を轢かれ失う。後日、連行されるトラック運転手を襲撃し警察に制圧された際、頭部を強打して死亡。享年25。
瀬戸 杏奈（せと あんな）
美人の女子高生。眼鏡を掛けている事が多く巨乳。面倒見の良い性格をしている。メモリの色はピンク。容量は10話時点で730mmr。バーコードの記載された箇所は左臀部で日付は2012年4月24日。
鈴木の二週間後に二階堂と同日に来た。二階堂の人生を取り戻させるため生き返りの権利を目指している。赤星が来た際は打算も含みつつこの世界で必要な知識・技術を教えた。ラパスの手で自身の悲惨な記憶を4人に見せられた上、二階堂を殺されたが希望を捨てず抗っている。
二階堂とは幼馴染。漫画家志望の彼の制作に付き合う等していた。二階堂が自殺する事を知り彼の元に向かおうと家を飛び出すが、途中で不良グループに拉致・強姦されるという悲惨な目に遭う。散々に嬲られた後道路脇の斜面から蹴落とされ殺害された。享年16。
二階堂 閨介（にかいどう けいすけ）
瀬戸と幼馴染の漫画家志望の少年。中二病。メモリの色は恐らく青。容量は10話時点で800mmr。バーコードの記載された箇所は左腕部で日付は2014年5月1日19時54分。
鈴木の二週間後に瀬戸と同日に来た。当初は瀬戸を幻影の産物と思っており冷たい態度を取っていた。赤星の登場した後、5人でラパスを限界まで追い込んだ際に以前より怪しんでいた酒木田に不意打ちを掛けたためラパスの怒りを買う。瀬戸の強姦時の記憶を見せられた事に激怒しラパスを攻撃、豊かな想像・創造力で倒したかに見えたが、酒木田に執着し制限時間のルールを破ったラパスにより首を刎ねられ死亡した。
原稿を持ち東京に向かう際、脱線事故に巻き込まれ右手を失った。懸命にリハビリに励むも事故前のような絵を描くことが出来ず絶望、2014年5月1日21時3分、自身の自殺する瞬間をネットに投稿し飛び降り自殺した。享年15。
鈴木 宗一郎（すずき そういちろう）
酒木田の次に琵琶首丁に来た男性。元刑事。メモリの色は恐らく黄。容量は10話時点で950mmr。喫煙者。
琵琶首丁で妻子と再会し謝罪をするために生き延びてきたので生き返りには興味を持っていない。他の4人に対して忠告や救援をする時もあるが傍観者に徹している事が多い。酒木田から妻子は既にここに来ており妻はラパスに娘は自分に殺されている事を伝えられると激高、銃を向け自分の推測を話すが酒木田が取り乱し意識を失ったため銃を降ろす。その後、ラパス打倒への協力を申し出た。観覧車の下にあるルールの裏に隠された文章を発見した事からラパスの襲撃を受ける。赤星に真実を伝えようとしたが喉を潰されたため一人奮戦する。最期は妻子に化けたラパスに対し手が止まった所を切り裂かれ死亡した。死ぬ前に赤星に手紙を遺していた。
鉄道事故で妻と愛娘・安菜を失った事から自殺している。
酒木田 悠大（さかきだ ゆうだい）
琵琶首丁に3年いる最古参。メモリの色は恐らく黒。容量は10話時点で960mmr。
2011年8月11日に戻り、琵琶首丁に迷い込んだ原因である立花の父親を殺すため生き返りを目指していた。
2011年10月琵琶首丁に迷い込みラパスに殺害された。享年18。
立花やよい
酒木田と友人以上の関係の女子高生。見聞きする事全てを否定する幻聴が聞こえていた。
酒木田と共に琵琶首丁に迷い込み殺害された。また、赤星が免許証を目撃した鉄道事故で亡くなった立花が存在するが、酒木田曰くそれは自分のいない世界でも一人で生きていける立花であるとする。
父親から日常的に激しい虐待を受けていたが、酒木田と知り合い彼と好きなオカルトをするうち親密な関係になった。
ラパス
喪服を着てキリンの頭部をした男。正体は立花やよいの悪い部分。本人曰く人間のクズである自分が、酒木田のヒーローになりたいという願いを叶えるため舞台を整え悪役になったと述べている。
琵琶首丁内にいる人間を狙い攻撃を仕掛ける。逢魔が時（16時）のチャイムと共に現れ、18時には姿を消す。メモリの容量は10話時点で1230mmr。酒木田の命が危険に晒されるとルールを破っても彼を助けようとする。

### その他
赤星 雪奈（あかぼし せつな）
十和の14歳下の弟。8歳ながらしっかりした性格で、家出をした兄を連れ戻した。5年生の頃、兄と二人暮らしを始めるがトラックに轢かれ死亡した。
鈴木安菜
鈴木の娘。鉄道事故に巻き込まれ死亡した。
琵琶首丁には母と共に鈴木より早く来ていたが、赤星程では無いが容量が多かったため本人の意思に反して周囲の人間に幾度も傷付けられ利用されていた。酒木田には周囲の人間から何度か守られていたが、重傷を負っている姿を哀れに思ったのか最期は酒木田により殺害された。

## 用語
鉄道事故
2012年4月頃に発生した事故。死者50人・負傷者417人。
メモリ
琵琶首丁内の空を覆っている透明の壁。色分けされたメモリの容量の大きさは各人異なっており、脳内で考えた物や記憶を具現化出来る。容量は生前に本人の経験したトラウマの悲惨さに比例して増大するらしい。
各人のメモリの容量の3割程は自由に使用できる。体の一部を失ったりするとメモリは空くため他者のを奪う事も出来る。
琵琶首丁
本作の舞台。周囲がガラスのような壁で隔絶された閉鎖空間。ラパスを倒すと元の世界に一人のみ、本人に刻まれたバーコードの日付に帰還できるという注意書きであったが、鈴木が殺害されて以降は「酒木田のみ生き返る事が出来る」と変更されている。24時まで生存していると体がリセットされ元に戻る。赤星が来るまで100人以上入れ替わっている。

## 書誌情報
- 成家慎一郎 『ラパス・テーマパーク』 集英社〈ヤングジャンプ・コミックス・ウルトラ〉、全6巻
  1. 2016年10月24日発行（10月19日発売[集 1]）、ISBN 978-4-08-890514-3
  2. 2016年11月23日発行（11月18日発売[集 2]）、ISBN 978-4-08-890523-5
  3. 2017年2月22日発行（2月17日発売[集 3]）、ISBN 978-4-08-890598-3
  4. 2017年7月24日発行（7月19日発売[集 4]）、ISBN 978-4-08-890712-3
  5. 2018年1月24日発行（1月19日発売[集 5]）、ISBN 978-4-08-890848-9
  6. 2018年6月24日発行（6月19日発売[集 6]）、ISBN 978-4-08-891053-6